# Leptotarsus (Leptotarsus) imperatorius
Leptotarsus (Leptotarsus) imperatorius is een tweevleugelige uit de familie langpootmuggen (Tipulidae). De soort komt voor in het Australaziatisch gebied.